# José Miguel Arroyo Delgado
José Miguel Arroyo Delgado conocido como Joselito o Joselito Arroyo en los carteles (Madrid, 1 de mayo de 1969) es un torero retirado y ganadero español. 
Empezó su formación como figura del toreo durante su niñez en la Escuela de Tauromaquia de Madrid. En 1985 realizó su debut como novillero en la plaza de toros de Las Ventas en Madrid, y al año siguiente tomó la alternativa en Málaga, donde contó con la participación de Dámaso González como su padrino y Juan Mora como su testigo. El 26 de mayo de 1986 recibió su confirmación en Madrid de manos de Curro Romero y Francisco Ojeda como testigo. En 1987, a poco tiempo de haberse convertido en torero, sufrió una grave cornada asestada por un toro de la ganadería Peñajara de nombre Limonero. Este dramático suceso, que le dejó un par de meses alejado de los ruedos, marcó una nueva etapa en su estilo de toreo, por lo que reaparece nuevamente en los carteles con faenas más pausadas y elegantes. 

## Biografía

### Primeros años
José Miguel Arroyo Delgado nació en Madrid en 1969, en un hogar humilde. Su afición y deseo de convertirse en torero ocurrió después de que su padre biológico le invitó a presenciar una novillada en Las Ventas como regalo de cumpleaños. En el año de 1979 ingresó en la Escuela de Tauromaquia de Madrid, donde recibió el sobrenombre de "El Lentejita". Posteriormente adoptaría el apodo de "Joselito", en parte para evitar la confusión que causaba el nombre José Miguel de Llana, el cual inicialmente había elegido para los carteles, pero que era desconocido entre sus compañeros de la escuela taurina. El director de la misma, Enrique Martín Arranz le dijo en el momento de su inscripción: «Tu eres un sinvergüenza y lo que no quieres es estudiar». Poco tiempo después de su ingreso a la Escuela sufrió la pérdida de su padre con 12 años, sin que apenas viese torear a su hijo. Al año del fallecimiento de su padre, el muchacho se trasladó con Enrique a quien hoy día considera como su padre, y quien lo adoptó junto con su esposa Adela.
Coincidió en su formación con otros dos grandes toreros, si bien, ninguno alcanzó tanta notoriedad como Arroyo. Estos fueron José Pedro Prados, El Fundi y José Luis Bote. Compartieron carteles tanto en su etapa como novilleros así como posteriormente convertidos en matadores de toros. De hecho, José Miguel les confirmó la alternativa a ambos en la Feria de San Isidro que se celebra en Madrid. Durante su época de estudiante de la escuela taurina participó en una escena de la película Tú Sólo, que es un documental dirigido por Teodoro Escamilla y que trata sobre el entrenamiento y preparación de los futuros toreros. En la cinta que fue rodada en 1984, Joselito tuvo una breve aparición en la que torea en la noche al desnudo, de la misma forma que lo hizo Juan Belmonte durante su juventud.

### Etapa de novillero
Joselito debuta con picadores el 8 de septiembre de 1983, en Lerma, con novillos de Salustiano Galache, y en compañía de Marcos Valverde y Sánchez Marcos. Su primera novillada con picadores tuvo lugar el 3 de mayo de 1985 en la plaza de toros de Las Ventas. En dicha ocasión compartió cartel con Pedro Lara y Rafael Camino, y se torearon novillos de la ganadería de Martín Peñato. En esa temporada participó en un total de 36 festejos, un número superior a las 29 corridas que toreó en 1984, y en los dos años logró acumular un total de 65 presentaciones. Una de las faenas más recordadas de su etapa de novillero fue la que realizó en 1986 al novillo Sanluquero del hierro de Carlos Núñez en el festival a beneficio de los damnificados del volcán Nevado del Ruiz, donde tuvo la oportunidad de compartir cartel con dos grandes figuras del toreo, Manuel Benítez «El Cordobés» y Antonio Chenel, «Antoñete». Aquella tarde logró cortar dos orejas a su novillo, y tras el éxito alcanzado en Las Ventas recibió una oferta por parte de la Casa Chopera de participar en quince novilladas en diferentes ciudades de España y con la condición de que debía aplazar su alternativa, para tomarla en Burgos. Sin embargo, Joselito rechazó la oferta, puesto que había planificado con anterioridad su alternativa en Málaga, y con el riesgo de perder importantes contratos. A pesar de todo, su magnífico desempeño en la plaza le permitió alcanzar bastante popularidad dentro del escalafón y con apenas 17 años decidió hacerse matador de toros.

### Alternativa y primera etapa (1986-1995)
Tomó la alternativa en Málaga el 20 de abril de 1986, en la plaza de toros de La Malagueta, con Dámaso González como padrino y Juan Mora como testigo. Cortó una oreja al toro de la ceremonia de nombre Correrías y perteneciente a la divisa de Carlos Núñez. El 26 de mayo del mismo año, confirmó la alternativa en la plaza de Las Ventas con Curro Romero como padrino y Francisco Ojeda como testigo, y consiguió cortar un apéndice a Cotidiano, astado de la ganadería Aldeanueva. En su primer año como matador de toros actuó en medio centenar de festejos y cosechó triunfos en Madrid, Valencia, Burgos, Granada, Salamanca, entre otros.

#### El toro de Peñajara
Madrid esperaba con ansia el regreso del joven torero a sus carteles de feria. Sin embargo, el 15 de mayo de 1987 un ejemplar de Peñajara de nombre Limonero y con 697 kg de peso le infirió de salida una cornada en el cuello de diez centímetros de profundidad, rompiéndole la clavícula izquierda. Tuvo suerte el diestro, pues podría haber sido fatal. Pasó dos meses de baja hasta que se recuperó y volvió a los ruedos para presentarse en Teruel. A pesar del percance, toreó 63 tardes ese año. Aquel incidente sería decisivo en su estilo y como el mismo diestro ha manifestado: «Cuando llegó aquella primera cornada, vi que no me venía abajo y ahí cambió mi toreo. Se hizo más reposado, más real. Se acabó aquel Joselito que lo hacía todo acelerado.»
Joselito empezó la temporada de 1988 como un torero renovado, presentándose en un total de cincuenta y cuatro festejos, y donde cortó setenta y una orejas. Entre sus presentaciones, tiene especial mención la corrida del 22 de mayo, donde vio morir en el ruedo a su subalterno, Antonio González, El Campeño, después de que sufriese una dramática cornada en el cuello por un toro de la ganadería de Antonio Arribas en el coso de Las Ventas, en pleno festejo de la Feria de San Isidro. También ese año se le ofreció un multimillonario contrato de exclusividad por parte de Manuel González que el diestro rechazaría: «Mi miedo y mi hambre me las administro yo». Debido a su negativa fue vetado en muchas plazas.

#### Triunfo en Las Ventas
La temporada de 1989 supuso la consecución de un sueño. Joselito realizó una excelente faena a un toro de Atanasio Fernández llamado Cordobano, al cual le cortó las dos orejas, y consiguió salir por la Puerta Grande de las Ventas. Sin embargo, la temporada no acabó de ser redonda. No fue el caso de la temporada siguiente, que supuso la de su consolidación a pesar de no acudir a San Isidro. Triunfos como los de Granada, Alicante, Badajoz, Burgos, Barcelona, Málaga o Bilbao fueron la muestra de su evolución como torero.
En los años venideros, sus encerronas en Madrid, con motivo de la Beneficencia, donde salió de nuevo a hombros, Zaragoza en 1994 y Valladolid en 1995 le consagrarían definitivamente como figura del toreo. Joselito demostró una incontestable evolución artística y técnica. Para aquellos que lo consideraban como variado y profundo con el capote, así como un buen estoqueador, termina revelándose también como un excelente muletero.

### Rivalidad con Ponce (1996)
Para este año, la pareja de moda que salía en todas las conversaciones sobre el cartel ideal no era otra que Joselito y Enrique Ponce.  Antes de comenzar la temporada española, el 5 de febrero de 1996 ambos coinciden en una corrida en Plaza México en México. Ambos cortaron un rabo aquella tarde. El 25 de febrero de 1996 Joselito realizó, en su primer gran triunfo en Plaza México, una faena memorable cortando dos orejas y un rabo. La rivalidad amistosa de ambos desembocó en una temporada en la que se sucedían éxitos de uno y otro, y coincidían en numerosas tardes donde compartían cartel. Y es en este año cuando Joselito alcanzaría quizás la mayor gloria de toda su carrera. El 2 de mayo se encierra en Madrid con una corrida goyesca. José Miguel desplegó todo su arte, mostró un profundo y variado repertorio y fue comparado con los más grandes de la historia del toreo. Seis orejas, nada más y nada menos fue el bagaje cosechado, permitiéndole establecer una marca muy difícil de superar. Además pasaportó a sus seis oponentes con seis certeras estocadas. Dos semanas después volvió a salir a hombros en Madrid. El 23 de mayo de 1996 tuvo lugar la conocida como corrida de los quites. La rivalidad con Ponce unió al público, pero se hizo inevitable la aparición de partidarios de uno y otro.

### Puerta del Príncipe y descenso (1997-1998)

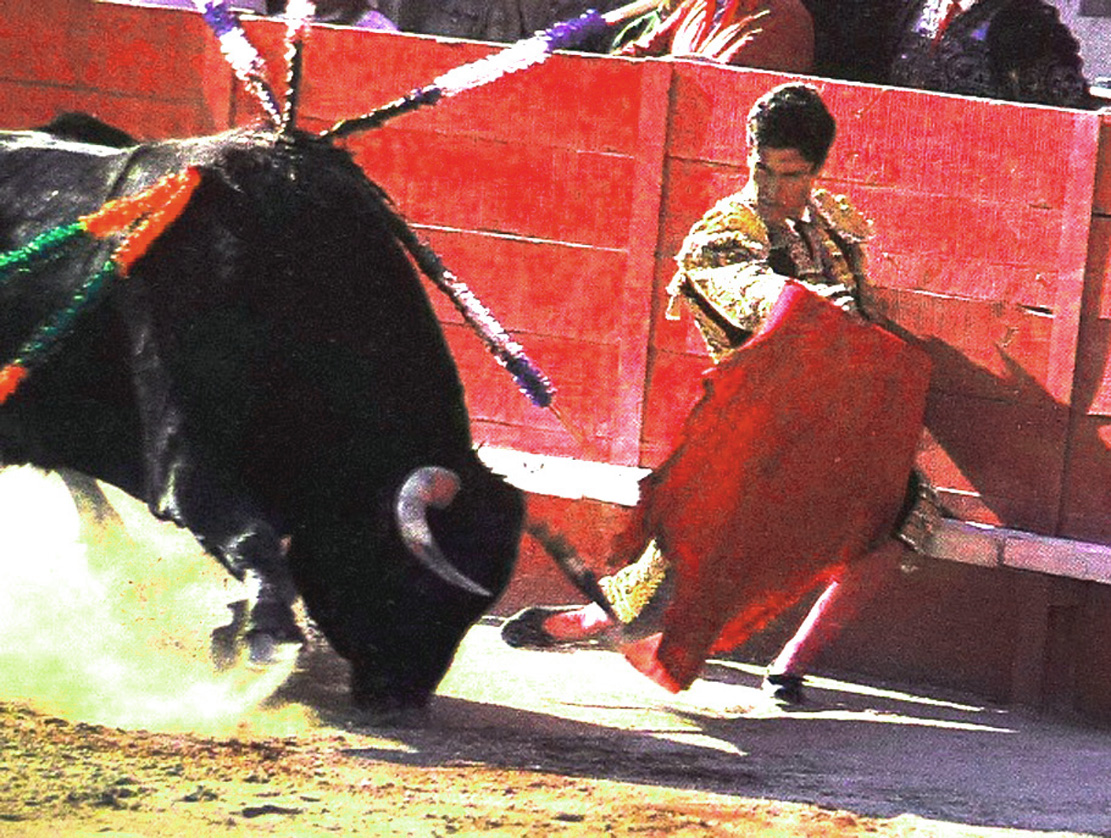
Joselito realiza con la muleta un pase sentado en el estribo. (1999)

Tras un buen inicio de campaña en Castellón y Arlés, Joselito es anunciado en la Feria de Abril de Sevilla el día 14, y consigue la gloria que le restaba en sus palmarés. Sale por la Puerta del Príncipe y es llevado en volandas por los aficionados hasta su hotel. Sin embargo, ese mismo día sufre una lesión en la muñeca cuando entra a matar a uno de sus toros. Tras un mes de ausencia, reaparece para San Isidro, donde corta una oreja en su primera comparecencia. En su segunda tarde sufriría una cornada de un toro de don Samuel Flores que lo incapacita para otro mes. Vuelve a los ruedos en Plasencia y a partir de aquí comienza a mostrarse irregular con los aceros debido a la lesión sufrida en Sevilla. La siguiente temporada persisten las molestias y pasa de puntillas por Sevilla y Madrid. El no redondear sus actuaciones con la espada hace mella en el torero y poco a poco pierde la ilusión. Fue tras un poco exitoso encierro en solitario en Sevilla cuando toma la decisión de retirarse de los ruedos indefinidamente.

### Vuelta a los ruedos y nueva retirada (2000-2004)
Joselito vuelve a los ruedos en 2000 y firma contratos en una buena cantidad de festejos. Sin embargo, no pisa las Ferias importantes por conflictos con la televisión, haciéndolo eso si los siguientes años. Durante su última etapa como matador de toros mantendría idilios con plazas como Castellón o Zaragoza. El 17 de mayo de 2002 sufre un percance en la plaza francesa de Nimes y se fractura el fémur. Tras un año 2003 renqueante por esta lesión, decide en febrero de 2004 poner fin a su carrera como matador de toros. Joselito siempre se ha mostrado contrario a la idea de reaparecer, y considera que lo dejó mientras aún era figura y así es como le debe recordar la gente. 
En abril de 2011, el Consejo de Ministros de España le otorgó la Medalla de Oro al Mérito en las Bellas Artes.

### Vuelta esporádica a los ruedos (2014)
El 31 de enero de 2014, se anuncia que el 15 de junio de 2014, volverá a torear. Será para una única corrida en la plaza de Istres, donde se lidiarán toros de Garcigrande y alternará con Morante de la Puebla, dando la alternativa a Cayetano Ortiz. Ese día cortaría 4 orejas y 2 rabos.
En la actualidad es ganadero del hierro que lleva su propio nombre.